# Episodi di Detective Monk (ottava stagione)
L'ottava e ultima stagione della serie televisiva Detective Monk, composta da 16 episodi, è andata in onda negli Stati Uniti sul canale USA Network dal 7 agosto 2009 al 4 dicembre 2009.
In Italia è stata trasmessa in prima visione su Joi di Premium Gallery dal 2 febbraio 2010 al 23 marzo 2010; su Rete 4 è andata in onda dal 16 ottobre 2010 ogni sabato alle 17:00 con un singolo episodio.
| nº | Titolo originale                | Titolo italiano                          | Prima TV USA      | Prima TV Italia  |
| -- | ------------------------------- | ---------------------------------------- | ----------------- | ---------------- |
| 1  | Mr. Monk's Favorite Show        | Il signor Monk e il Clan dei Cooper      | 7 agosto 2009     | 2 febbraio 2010  |
| 2  | Mr. Monk and the Foreign Man    | Il signor Monk e lo straniero            | 14 agosto 2009    | 2 febbraio 2010  |
| 3  | Mr. Monk and the UFO            | Il signor Monk e gli UFO                 | 21 agosto 2009    | 9 febbraio 2010  |
| 4  | Mr. Monk is Someone Else        | Il signor Monk e l'altro signor Monk     | 28 agosto 2009    | 9 febbraio 2010  |
| 5  | Mr. Monk Takes the Stand        | Il signor Monk al banco dei testimoni    | 11 settembre 2009 | 16 febbraio 2010 |
| 6  | Mr. Monk and the Critic         | Il signor Monk e il critico              | 18 settembre 2009 | 16 febbraio 2010 |
| 7  | Mr. Monk and the Voodoo Curse   | Il signor Monk e le bambole voodoo       | 25 settembre 2009 | 23 febbraio 2010 |
| 8  | Mr. Monk Goes to Group Therapy  | Il signor Monk e la terapia di gruppo    | 9 ottobre 2009    | 23 febbraio 2010 |
| 9  | Happy Birthday, Mr. Monk        | Il signor Monk e la festa a sorpresa     | 16 ottobre 2009   | 2 marzo 2010     |
| 10 | Mr. Monk and Sharona            | Il signor Monk e Sharona                 | 23 ottobre 2009   | 2 marzo 2010     |
| 11 | Mr. Monk and the Dog            | Il signor Monk e il cane                 | 30 ottobre 2009   | 9 marzo 2010     |
| 12 | Mr. Monk Goes Camping           | Il signor Monk va in campeggio           | 6 novembre 2009   | 9 marzo 2010     |
| 13 | Mr. Monk Is the Best Man        | Il signor Monk testimone di nozze        | 13 novembre 2009  | 16 marzo 2010    |
| 14 | Mr. Monk and the Badge          | Il signor Monk e il distintivo           | 20 novembre 2009  | 16 marzo 2010    |
| 15 | Mr. Monk and the End (Part One) | Il signor Monk e la fine (prima parte)   | 27 novembre 2009  | 23 marzo 2010    |
| 16 | Mr. Monk and the End (Part Two) | Il signor Monk e la fine (seconda parte) | 4 dicembre 2009   | 23 marzo 2010    |

## Il signor Monk e il Clan dei Cooper
- Titolo originale: Mr. Monk's Favorite Show
- Diretto da: Randall Zisk
- Scritto da: Jack Bernstein

### Trama
La protagonista di una famosa sit-com, "il Clan dei Cooper" che andava in onda quando Monk era piccolo, Christine Rapp, scrive un 'libro scandalo'. Qualcuno cerca di ucciderla e Monk è ben felice di farle da guardia del corpo essendo ossessionato da quel vecchio programma televisivo di cui conosce a memoria ogni battuta.
- Altri interpreti: Cameron Monaghan (Danny Cooper), Elizabeth Perkins (Christine Rapp)

## Il signor Monk e lo straniero
- Titolo originale: Mr. Monk and the Foreign Man
- Diretto da: David Grossman
- Scritto da: David Breckman e Justin Brenneman (soggetto); David Breckman (sceneggiatura)

### Trama
All'angolo sotto casa di Monk, Ansara, una donna nigeriana, muore travolta da un pirata della strada. Nel frattempo, Monk è chiamato dalla polizia a indagare sul caso di Maria Fuentes, una governante uccisa a casa dei suoi datori di lavoro mentre questi erano in vacanza. Tuttavia, il caso non interessa a Monk quanto quello della donna investita e uccisa.
- Altri interpreti: Adewale Akinnuoye-Agbaje (Samuel Waingaya)

## Il signor Monk e gli UFO
- Titolo originale: Mr. Monk and the UFO
- Diretto da: Kevin Hooks
- Scritto da: Michael Angeli

### Trama
Monk e Natalie stanno tornando a casa dopo essere stati a un matrimonio quando la loro auto si rompe nel bel mezzo del deserto del Nevada, nei pressi di un paesino sconosciuto ai più. Nella ricerca di qualcuno che li aiuti Monk vede un ufo ma naturalmente Natalie non gli crede, fino a quando anche lei non ne è testimone. Questo lo porterà ben presto al centro dell'attenzione e ad essere chiamato per investigare sulla morte di una donna trovata nel mezzo del deserto.
- Altri interpreti: Daniel Stern (sceriffo Franklin)

## Il signor Monk e l'altro signor Monk
- Titolo originale: Mr. Monk is Someone Else
- Diretto da: Randall Zisk
- Scritto da: Salvatore Savo

### Trama
Un feroce killer professionista muore in un incidente, mentre era in procinto di commettere l'ennesimo omicidio su commissione. Un agente dell'FBI chiede a Monk, che risulta essere il sosia perfetto del killer, di prendere il posto di questi per cercare di scoprire chi era la vittima designata, indagando sotto copertura, per riuscire a scongiurare un complesso piano che ha come obiettivo l'assassinio di quella persona. Monk assume il ruolo con un po' di imbarazzo, ma poi ci prende gusto e si trasforma in un vero duro.
- Altri interpreti: Reed Diamond (agente dell'FBI Stone), Vincent Curatola (Jimmy Barlowe), Eric Balfour (Lenny Barlowe), Kelly Carlson (Lola)

## Il signor Monk al banco dei testimoni
- Titolo originale: Mr. Monk Takes the Stand
- Diretto da: Mary Lou Belli
- Scritto da: Josh Siegal e Dylan Morgan

### Trama
Evan Gildea, un famoso scultore, è accusato di aver ucciso sua moglie Nancy, ma a difenderlo durante il processo c'è l'astuto avvocato Harrison Powell: quest'ultimo riesce a farlo scagionare mettendo in crisi Monk per le fobie e i mille problemi, mentre il detective è sicuro della sua colpevolezza.
- Altri interpreti: Jay Mohr (Harrison Powell), Jonathan Lipnicki (Rudy Smith)

## Il signor Monk e il critico
- Titolo originale: Mr. Monk and the Critic
- Diretto da: Jerry Levine
- Scritto da: Hy Conrad

### Trama
Monk e Natalie sono a teatro per assistere alla prima dello spettacolo di Julie, la figlia di Natalie. Oltre a loro è presente anche un famoso critico, John Hannigan. Finito lo spettacolo, Monk e Natalie sono entusiasti, ma mentre tornano a casa s'imbattono nel capitano Stottlemeyer, che indaga sulla morte di una ragazza, Callie Esterhaus, che si è gettata dalla finestra dell'albergo dove alloggiava. Monk capisce subito: si tratta di omicidio, probabilmente il colpevole è il fidanzato della vittima. Nel frattempo, la critica si esprime negativamente a riguardo dello spettacolo di Julie ma, inaspettatamente, si rivelerà utile al caso: infatti Natalie ha il sospetto che un critico teatrale sia il responsabile dell'omicidio. C'è solo un piccolo alibi da smontare: il critico era presente allo spettacolo di sua figlia Julie proprio mentre l'omicidio veniva compiuto.
- Guest Star: Bernie Kopell (Gilson), Dylan Baker (John Hannigan)

## Il signor Monk e le bambole voodoo
- Titolo originale: Mr. Monk and the Voodoo Curse
- Diretto da: Andrei Belgrader
- Scritto da: Joe Toplyn

### Trama
Tre persone muoiono apparentemente per cause accidentali, ma la polizia scopre che avevano tutti ricevuto una bambola voodoo che riproduceva le modalità del proprio assassinio. Monk si occupa delle indagini e allo stesso tempo cerca di rassicurare Natalie, terrorizzata dal fatto di aver ricevuto lei stessa una di queste bambole.
- Guest star: Meat Loaf (reverendo Jorgensen)

## Il signor Monk e la terapia di gruppo
- Titolo originale: Mr Monk Goes to Group Therapy
- Diretto da: Anton Cropper
- Scritto da: Joe Ventura

### Trama
Monk deve interrompere le sedute individuali di terapia con il dottor Bell perché l'assicurazione gli rimborsa solamente 2000 sedute psicoterapeutiche. Dopo qualche titubanza decide di accettare il consiglio del dottore di intraprendere una meno costosa terapia di gruppo. Scopre così che una ragazza membro del gruppo è morta accidentalmente qualche settimana prima. Quando il capitano Stottlemeyer chiede il suo aiuto per un caso di suicidio sospetto, Monk intuisce che deve esserci un collegamento tra le due morti, poiché anche la seconda vittima frequentava le sedute di gruppo e si troverà a dover affrontare un assassino che sta uccidendo uno per uno tutti i partecipanti alle sedute.
- Guest star: Tim Bagley (Harold Krenshaw), Amy Aquino (Rhonda)

## Il signor Monk e la festa a sorpresa
- Titolo originale: Happy Birthday, Mr. Monk
- Diretto da: Tawnia McKiernan
- Scritto da: Peter Wolk

### Trama
È il compleanno di Monk e Natalie vorrebbe festeggiare. Un terribile ricordo risalente alla sua infanzia, però, impedisce da sempre a Monk di festeggiare il suo compleanno. Natalie decide allora di organizzare una festa a sorpresa, ma riuscirà a cogliere di sorpresa l'acuto detective? Intanto i due vengono coinvolti nel caso riguardante un inventore che ha ideato un aspirapolvere autopulente. Il socio di questi è morto avvelenato.
- Altri interpreti: Virginia Madsen (T.K. Jensen), John Carroll Lynch (Kurt Pressman)

## Il signor Monk e Sharona
- Titolo originale: Mr. Monk and Sharona
- Diretto da: Randall Zisk
- Scritto da: Tom Scharpling

### Trama
Monk riceve la visita di Sharona, la sua ex-assistente che non vede da cinque anni. Sharona è a San Francisco perché il suo unico zio, Howie, è morto per un incidente avvenuto al country club e deve accordarsi con i proprietari sulla cifra del risarcimento. Monk, però, sente che c'è qualcosa che non quadra e che Howie potrebbe essere stato ucciso. Intanto, Sharona e Natalie si azzuffano su chi tra loro due conosca meglio Monk e le sue bizzarre necessità.
- Altri interpreti: Bitty Schram (Sharona Fleming), Jack Wagner (Perry Walsh)

## Il signor Monk e il cane
- Titolo originale: Mr. Monk and the Dog
- Diretto da: David Breckman
- Scritto da: Beth Armogida

### Trama
Stottlemeyer convoca Monk per indagare sulla scomparsa di un'artista, Amanda Castle. Quando arrivano a casa della donna, però, scoprono che questa aveva un cane che ora rischia di essere soppresso. Natalie, allora, propone a Monk di prenderlo in custodia temporanea e il detective, nonostante un'iniziale titubanza, accetta. Inaspettatamente, il cane gli fornirà la soluzione per il caso grazie a una delle fobie del detective.
- Altri interpreti: Marguerite Moreau (Amanda Castle), Wallace Langham

## Il signor Monk va in campeggio
- Titolo originale: Mr. Monk Goes Camping
- Diretto da: Joe Pennella
- Scritto da: Tom Gammill e Max Pross

### Trama
Monk ha un'udienza per discutere del suo reintegro nel corpo di polizia. La commissione purtroppo non è unanime e basta il voto sfavorevole del capitano Frank Willis a decidere che Monk non può tornare ad essere un poliziotto. Nel frattempo, Stottlemeyer deve indagare su una rapina ad un furgone portavalori nel corso della quale una guardia giurata è rimasta uccisa. Monk scopre immediatamente degli indizi importanti, ma è più concentrato su come far cambiare idea al capitano Willis. Così, quando Disher arriva in commissariato pronto per andare in campeggio come accompagnatore di quattro bambini e li informa che ci sarà anche Brian, il figlio del capitano Willis, per attirare su di sé le simpatie del figlio del giudice Monk decide di andare in campeggio con il gruppo di giovani scout. Mentre si trovano nel bosco, il gruppo si imbatte in due cacciatori sospetti: i due assassini.
- Altri interpreti: Wade Williams (Frank Willis), Alex Wolff (Brian Willis), Maurice Compte

## Il signor Monk testimone di nozze
- Titolo originale: Mr. Monk Is the Best Man
- Diretto da: Michael Zinberg
- Scritto da: Joe Toplyn, Josh Siegal e Dylan Morgan

### Trama
Stottlemeyer sta per chiedere a T.K., la sua ragazza, di sposarlo. Ma, nel frattempo, deve lavorare al caso di un uomo ucciso e bruciato nel bosco. Egli inoltre chiede a Monk di fargli da testimone di nozze. I preparativi per la cerimonia e le indagini, però, non vanno lisci come dovrebbero. Infatti, mentre l'identità della vittima sembra un enigma irrisolvibile, Stottlemeyer comincia a subire una serie di aggressioni senza apparente motivo che portano T.K. a decidere di annullare il matrimonio. Poi Monk scoprirà come stanno le cose.
- Altri interpreti: Virginia Madsen (T.K. Jensen), Teri Polo (Stephanie Briggs), Carol Kane (Joy)

## Il signor Monk e il distintivo
- Titolo originale: Mr. Monk and the Badge
- Diretto da: Dean Parisot
- Scritto da: Tom Scharpling e Hy Conrad

### Trama
Monk riceve di nuovo il distintivo da detective e viene reinserito nel corpo della polizia. Il ritorno in servizio tanto desiderato presenta però delle difficoltà. Nel tempo sono infatti cambiate le tecnologie e, soprattutto, Monk non è più libero di indagare come era abituato a fare, dovendo sottostare a un preciso regolamento. Risolto il caso Monk decide di dimettersi.
- Altri interpreti: Mark Harelik (Mikhail Alvanov), Brooke Adams (Edith Capriani)

## Il signor Monk e la fine (prima parte)
- Titolo originale: Mr. Monk and the End (Part One)
- Diretto da: Randall Zisk
- Scritto da: Andy Breckman

### Trama
Il signor Monk scopre di essere stato avvelenato da un complice nell'omicidio della defunta moglie Trudy. Ha solo tre giorni di vita e il terzo giorno decide di aprire il regalo che Trudy gli aveva fatto 12 anni prima, ma che lui non aveva mai avuto il coraggio di aprire. Vi trova una videocassetta, dove Trudy gli rivela di avere un segreto che riguarda la sua vita molto prima di conoscere Monk.
- Altri interpreti: Ed Begley, Jr. (dott. Malcolm Nash), Melora Hardin (Trudy Anne Monk), John Edward Lee (Joey Kazarinsky), Casper Van Dien (ten. Albright), Craig T. Nelson (Ethan Rickover)

## Il signor Monk e la fine (seconda parte)
- Titolo originale: Mr. Monk and the End (Part Two)
- Diretto da: Randall Zisk
- Scritto da: Andy Breckman

### Trama
Il segreto rivelato nella cassetta riguarda la relazione avuta da Trudy con il giudice Rickover, all'epoca suo professore universitario, dal quale lei aveva avuto una bambina. Monk scopre che Rickover uccise la levatrice che aveva messo al mondo la figlia, dopodiché fece uccidere Trudy. Il giudice viene smascherato e si suicida, ma dalle sue ultime parole Monk capisce che la figlia è viva. Grazie alla scoperta dell'antidoto, Monk si ristabilisce e riesce a rintracciare e incontrare Molly, la figlia di Trudy, con la quale stabilisce un immediato legame affettivo. Avendo ricomposto tutti i tasselli mancanti della propria vita, Monk ritrova le motivazioni per guardare con fiducia al futuro e torna con rinnovato entusiasmo al suo lavoro di detective.
- Altri interpreti: Craig T. Nelson (Ethan Rickover), Melora Hardin (Trudy Anne Monk), Alona Tal (Molly Evans)
- Ascolti USA: telespettatori 9 400 000[1]